# Angu (cráter)
Angu es un pequeño cráter de impacto del planeta Marte situado a 20° norte y 105.6° este. El impacto causó un boquete de 2 kilómetros de diámetro. El nombre fue aprobado en 1988 por la Unión Astronómica Internacional en honor a un municipio de Zaire (actual República Democrática del Congo).